# Vicent Pitarch
Pour les articles homonymes, voir Pitarch et Almela.
Vicent Pitarch i Almela, né à Vila-real (province de Castellón, Communauté valencienne) en 1942), est un philologue et sociolinguiste espagnol spécialiste du valencien.

## Œuvres
- Defensa de l'idioma (1972)
- Curs de llengua catalana (1977)
- Reflexió crítica sobre la llei d'ús i ensenyament del valencià (1984)[1]
- Fets i ficcions. Llenguatge i desequilibris socials (1988)
- Parlar i (con)viure al País Valencià (1994)
- L'eix castellonenc de la cultura contemporània (1995)
- Control lingüístic o caos, Bromera, Alzira, 1996, 248 p.  (ISBN 9788476602706)
- Discripción de Catí, de G. Verdú (2000)
- Llengua i església durant el barroc valencià (2001)
- Converses amb J. Simon, E. Valor i R.Súria. Homenatge a les Normes de Castelló[2] (2002)
- Les Normes de Castelló. Textos i contextos (2002)
- De camí a Fisterra (2003)
- Gaetà Huguet. Els valencians de secà (2003)
- La Via de la Plata (2005)
- El combat per la premsa. Al Vent i Nosaltres els valencians (2009) (en collaboration)